# Karta podejścia

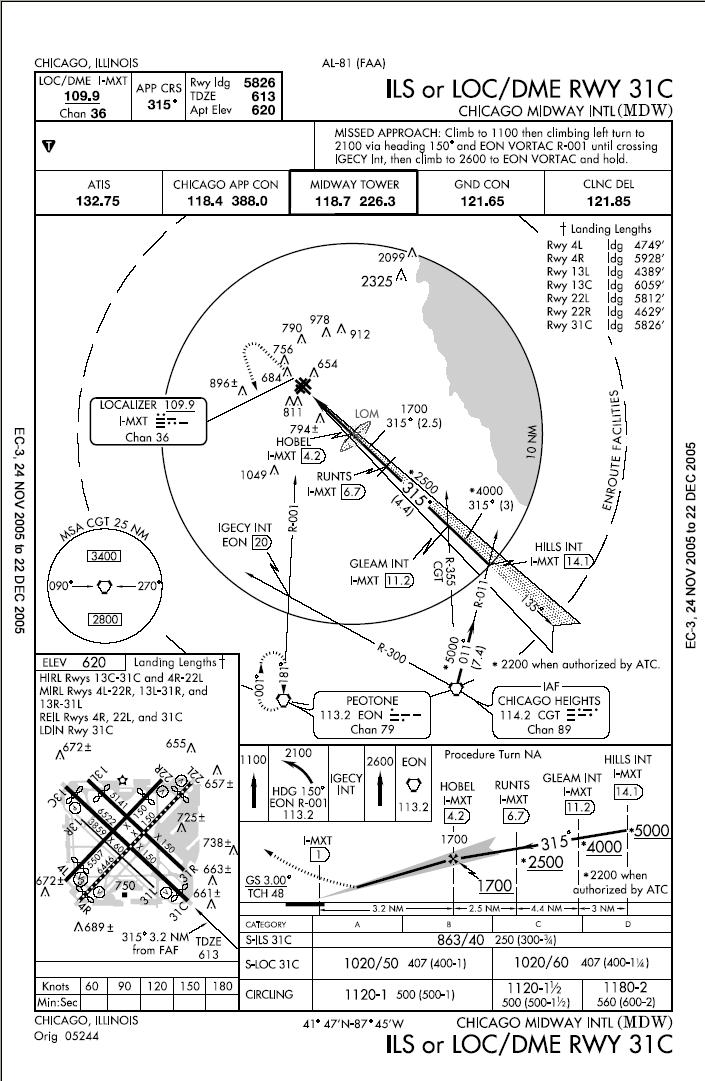
Karta podejścia dla ILS lub LOC/DME przed pasem startowym 31C na lotnisku Chicago-Midway

Karta podejścia – drukowany diagram stosowany w lotnictwie przy podejściu do lądowania w oparciu o wskazania przyrządów (ang. Instrument Approach Procedures (IAP)) używany przez pilotów w lotach na zasadach IFR (ang. Instrument Flight Rules).
Każde państwo ma własne procedury IAP zgodne ze standardami ICAO. W USA procedury te publikuje m.in. Federal Aviation Administration (FAA). W Kanadzie zajmuje się tym Nav Canada wydając serię podręczników Canada Air Pilot (CAP), zawierającą karty podejścia zatwierdzone przez Transport Canada. Seria dla linii lotniczych, Restricted Canada Air Pilot (RCAP), zawiera dodatkowe podejścia dostępne tylko dla operatorów, którzy uzyskali certyfikat Op Spec 099.
Karty podejścia są podstawą bezpiecznego lądowania w warunkach IMC (ang. Instrument Meteorological Conditions) takich jak niski pułap chmur lub zredukowana widzialność spowodowana mgłą, deszczem lub śniegiem. Poza punktami orientacyjnymi, wymaganymi wysokościami i widzialnością minimalną konieczną do umiejscowienia samolotu odpowiednio do danego pasa startowego do lądowania, zawierają też istotne dane na temat nawigacji, np. kurs i nawigacyjne częstotliwości radiowe.
Ze względu na szybko zmieniające się warunki wokół lotnisk (takie jak pionowe przeszkody w locie, np. dźwigi, które mogą zostać tam umieszczone z dnia na dzień), karty podejścia wydawane są z datą upływu ważności, i często aktualizowane. Ponieważ karty podejścia często zawierają dodatkowe informacje związane z procedurami IAP (np. przeszkody pionowe na diagramie nie są częścią procedur, ale są tam umieszczone dla orientacji pilota), część aktualizacji jest konieczna właśnie z powodu zmian w przeszkodach wokół lotnisk, zaś same procedury (wysokość, kurs itp.) pozostają niezmienione.